# Мирон Костин (Њамц)
Мирон Костин (рум. Miron Costin) насеље је у Румунији у округу Њамц у општини Трифешти. Oпштина се налази на надморској висини од 243 m.

## Становништво
Према подацима из 2002. године у насељу је живело 1982 становника, од којих су сви румунске националности.